# Джим Бакстер
Джеймс Керран Бакстер (англ. James Curran Baxter; 29 вересня 1939 — 14 квітня 2001), більш відомий як Джим Бакстер (англ. Jim Baxter) — шотландський футболіст, який виступав на позиції лівого півзахисника. Народився, вчився і розпочав свою спортивну діяльність у Файфі. Пік його кар'єри припав на початок 1960-х років, коли він виступав у складі «Рейнджерс», вигравши разом з клубом десять трофеїв у період між 1960 і 1965 роками.
Вболівальники дали Бакстеру прізвисько «Slim Jim» (Худий Джим) за відповідну статуру. Однак, під час реабілітаційного періоду після травми він пристрастився до алкоголю і змушений був покинути клуб у грудні 1964 року. Під час літнього трансферного вікна 1965 року підписав контракт з «Сандерлендом». За два з половиною роки в «Сандерленді» він зіграв 98 матчів і забив 12 голів, ставши відомим завдяки своїй звичці напиватися вночі перед матчем, а потім добре грати наступного дня. Наприкінці 1967 року «Сандерленд» продав його в «Ноттінгем Форест», який, у свою чергу, 1969 року віддав його за символічну плату в «Рейнджерс», після 48 ігор за клуб. Зігравши ще один сезон за «Рейнджерс», Бакстер пішов з футболу в 1970 році, коли йому було 31 рік.
Від 1961 до 1967 року він був одним з провідних гравців шотландської збірної, яка демонструвала досить стабільні результати. Вона програла лише один раз в Англії, 1965 року, невдовзі після того, як Бакстер оговтався від перелому ноги. На думку Бакстера, його найкращим міжнародним матчем була гра з Англією 1963 року, яка закінчилася перемогою з рахунком 2:1, він забив обидва голи після того, як збірна Шотландії залишилася вдесятьох.
У розквіті сил Бакстер був відомий через свою здатність підняти бойовий дух команди, добре бачення поля, точний пас, вміння обдурити суперника і ще за те, що він іноді дозволяв собі безтурботну поведінку на футбольному полі. Він порушив традицію «Рейнджерс», заприятелювавши з кількома гравцями їхніх основних конкурентів, «Селтіка».

## Ранні роки
Бакстер народився в селі Хіл оф Біс, шотландське графство Файф 29 вересня 1939 року в сім'ї шахтаря, навчався в ковденбітській школі й розпочав свою футбольну кар'єру в рідному графстві. Там він дістав прізвисько «Наш чарівник» (англ. Our wizard) за свої навички володіння м'ячем. Після закінчення школи він навчався 8 місяців на столяра-мебляра.
Директор школи, в якій він раніше вчився, Джеймс Кармайкл, зацікавився колишнім учнем і запропонував Бакстеру приєднатися до місцевої футбольної команди «Халбіс Джувенілс». Бакстер почав грати за молодіжну команду з Файфа, «Кроссгейтс Прімроуз». Потім, у 1957 році, він перейшов у «Рейт Роверз» на умовах роботи неповний робочий день. Обстановка у двох клубах була досить різною. Саме «Рейт Роверз» прищепив молодому і амбітному Бакстеру дисципліну. У цьому була заслуга таких гравців клубу, як Білл Букард, Джордж Фер'єр і особливо капітан Віллі Макнот на прізвисько «Залізна людина» (англ. Iron man).

## Клубна кар'єра

### «Рейнджерс»
У червні 1960 року він перейшов у «Рейнджерс» за 17500 фунтів — рекорд Шотландії на той час.
Його виступи в перші два сезони на «Айброкс» періодично переривалися службою в батальйоні «Black Watch».
Бакстер грав за «Рейнджерс» від 1960 до 1965 року, переважно на позиції лівого атакувального півзахисника. За цей час команда тричі виграла чемпіонат країни: в 1961, 1963 і 1964 роках і національний Кубок 1964 року. Вболівальники «Рейнджерс» прозвали його «Slim Jim». У 18 іграх «Олд Фірм» проти принципових суперників, «Селтіка» (десять у шотландській лізі, п'ять у шотландському Кубку Ліги і три в Кубку Шотландії) Бакстера команда програла двічі. Його перший матч за «Рейнджерс» відбувся в серпні 1960 року проти «Партік Тісл» у Кубку шотландської ліги. Тоді він грав на позиції лівого флангового форварда. Бакстер забив свій перший гол за клуб у листопаді 1960 року в матчі проти «Клайда», того ж місяця він забив на перших хвилинах матчу у ворота «Боруссії Менхенгладбах», матч закінчився з рахунком 8:0. У 1961 році Бакстер грав за «Рейнджерс» у першому фіналі Кубка володарів кубків УЄФА (серія з двох матчів), коли його команда програла з рахунком 4:1 за сумою двох матчів проти «Фіорентини».
У грудні 1964 року Бакстер, на думку британського політика Тама Дальєлла, грав на високому рівні, оскільки допоміг «Рейнджерс» здобути перемогу з рахунком 2:0 у виїзному матчі проти віденського «Рапіда» в Кубку європейських чемпіонів. Але на останніх хвилинах зламав ногу і не зміг грати впродовж чотирьох місяців. У цей період він почав зловживати алкоголем, і це вплинуло на його ігрові якості.
Скот Саймон, тренер «Рейнджерс», який 1960 року підписав Бакстера, відчув, що його кращі дні вже позаду, й виставив його на трансфер у травні 1965 року.

### Англійські клуби
Бакстер приєднався до «Сандерленда». Вартість трансферу склала 72500 фунтів, найвища, будь-коли заплачена шотландському клубові сума на той час. Бакстер зіграв 98 матчів за «Сандерленд» у першому дивізіоні Англії (в той час найвищий), забивши 12 голів.
У грудні 1967 року «Сандерленд» продав Бакстера в «Ноттінгем Форест» за сто тисяч фунтів. Там він подружився з крикетником, Гарі Соберсом. 1969 року, після закінчення терміну дії контракту, Бакстер став вільним агентом.
Бакстер повернувся в «Рейнджерс» на один сезон (пішов з футболу 1970 року, в 31 рік). До кінця кар'єри в його активі було 254 матчі за «Рейнджерс», три чемпіонства шотландської ліги, три Кубки Шотландії і чотири шотландські Кубки Ліги.

## Кар'єра в збірній
У 1960-х роках Бакстер зіграв 34 матчі за збірну Шотландії, до складу якої входили Біллі Макнілл, Пет Креранд, Дейв Макай, Деніс Лоу і Джон Грейг. У міжнародних матчах він забив три голи. З цих матчів Шотландія виграла 21, три зіграла внічию і програла 10. Він дебютував в листопаді 1961 року, коли Шотландія обіграла Північну Ірландію з рахунком 5:2. Раніше, 1961 року, Шотландія програла з рахунком 9:3 в матчі проти Англії на «Вемблі», у квітні 1962 року Бакстер і Креранд сформували результативну зв'язку і допомогли Шотландії оформити реванш з рахунком 2:0.
Свій перший гол за збірну Бакстер забив у товариському матчі проти Уругваю. Уругвай домінував, і рахунок після першого тайму був на їх користь (2:0), але шотландці спробували переламати хід гри, Бакстер забив перший гол на 74-й хвилині. Ральф Бранд за дві хвилини до свистка скоротив розрив до мінімуму, але на те, щоб зрівняти рахунок, вже не вистачало часу, Уругвай переміг з рахунком 3:2.
На думку багатьох коментаторів, найкращими матчами Бакстера були дві гри проти Англії: в 1963 і 1967 роках. Бакстер вважав матч 1963 року найкращим. У тому матчі збірна Шотландії залишилася вдесятьох, коли їхній лівий захисник, Ерік Колдоу, зламав ногу зіткнувшись з гравцем суперників (заміни в ті часи не були передбачені). Бакстер за підтримки Макея, Вайта і Лоу приніс перемогу Шотландії з рахунком 2:1, забивши обидва голи, перший з яких був з пенальті (перший пенальті Бакстера за збірну) за фол англійців на Віллі Гендерсоні. Боббі Мур вважав, що це найкраща збірна Шотландії за всю історію.
Наступного року Шотландія, знову натхненна Бакстером і Лоу, здобула перемогу над Англією з рахунком 1:0, причому саме невисока реалізація моментів завадила їм забити більше. 1966 року, через шістнадцять місяців після перелому ноги, Бакстер був вже не в змозі надихнути своїх партнерів по команді, і збірна програла з рахунком 4:3 в Англії.
1967 року на матчі домашнього чемпіонату Великої Британії Бакстер справив враження лідера зі спірними ігровими якостями. Однак, Шотландія стала чемпіоном, обігравши англійців, які виграли були чемпіонат світу 1966 року. Бакстер набивав м'яч перед штрафним майданчиком суперників, очікуючи товаришів по команді, щоб віддати точний пас. Деякі коментатори визнали, що захист Англії діяв неналежним чином, тоді як інші вважали таку гру несерйозною і думали, що Шотландія повинна була виграти більш переконливо, ніж з перевагою в один гол (3:2). Товариш Бакстера по команді, Деніс Лоу, розвіяв сумніви щодо його персони, заявивши, що Бакстер був «найкращим гравцем матчу і головною зброєю в арсеналі шотландців», але поскаржився, що відсутність у Бакстера швидкості завадила Шотландії більш гідно відігратися за поразку з рахунком 9:3 у квітні 1961 року. Алекс Фергюсон сказав, що майстерність Бакстера «можна було б покласти на музику». Також у тій грі Бакстер змовився з Біллі Бремнером проти Алана Болла. Він віддав Бремнеру пас на хід так, що Болл опинився на шляху м'яча. Коли останній вирішив перехопити м'яч, Бремнер збив його на повній швидкості. Шотландія була першою збірною, яка обіграла Англію після останньої перемоги на чемпіонаті світу з футболу 1966 року, шотландські вболівальники проголосили свою збірну «неофіційним чемпіоном світу».
У жовтні 1963 року Бакстер зіграв у матчі проти збірної Англії, приуроченому до святкування сторіччя Футбольної асоціації. Він вийшов на поле в другій половині матчу, його якість гри справила враження на самого Ференца Пушкаша. Однак, Англія виграла матч з рахунком 2:1.
За весь час виступів Бакстера за національну збірну Шотландія так жодного разу і не змогла пройти до фінальної стадії чемпіонату світу. Шотландська громадськість у той час звинувачувала у всьому «англосаксів», гравців шотландського походження, які практично не грали на батьківщині. Однак, у той час суперництво з Англією було принциповішим для шотландців, ніж міжнародні турніри. У 1960/61 роках, коли Бакстер грав у всіх відбіркових матчах до чемпіонату світу 1962 року, вони посіли перше місце у своїй групі, але програли плей-оф Чехословаччині, яка пізніше посіла друге місце, поступившись Бразилії у фіналі. Чотири роки по тому Бакстер зіграв лише у двох відбіркових матчах, перш ніж зламав ногу у матчі за клуб у Відні. Шотландія посіла друге місце у своїй групі, поступившись Італії. У 1968/69 роках Бакстера не викликали на відбіркові матчі чемпіонату світу 1970 року.

## Стиль гри
Бакстер вирізнявся точним пасом, умінням обдурити супротивника особливим рухом стегна і здатністю надихнути товаришів по команді своїм впевненим підходом до гри. Тренер «Манчестер Юнайтед» Алекс Фергюсон описав Бакстера як «одного з найкращих гравців в історії шотландського футболу», в його очах він був «найвизначнішим гравцем, з яким коли-небудь доводилося грати… У нього є почуття рівноваги, бачення поля і вмінням створити чудову атмосферу на ньому…» Тренер «Рейнджерс», Віллі Водделл сказав:
Джим був найкращим гравцем на лівому фланзі в історії «Рейнджерс».Оригінальний текст (англ.)
Jim was the finest left half ever produced by Rangers.
Джиммі Джонстон, який грав за конкурентів «Рейнджерс», «Селтік», заявив незабаром після смерті Бакстера:
Він був великою людиною і генієм у роботі з м'ячем.Оригінальний текст (англ.)
He was a great man and a genius on the ball.
Пеле сказав, що Бакстер, мабуть, бразилець.
Після того, як 1963 року Бакстер забив два голи в матчі проти Англії, Ференц Пушкаш запитав: «Де цей хлопець переховувався?»
Бакстер привернув до себе увагу стилем гри, контролюючи її з «неквапливим артистизмом» і, відповідно, відмовляючись від прагматичного стилю, який домінує в англійському футболі чи атлетичного стилю, який був характерний для «Рейнджерс» у той час. Він описав свій підхід так:
Ставтесь до м'яча, як до жінки. Обіймайте його, пестьте його трохи, не спішіть і ви отримаєте необхідну відповідь.Оригінальний текст (англ.)
Treating the ball like a woman. Give it a cuddle, caress it a wee bit, take your time, and you'll get the required response
Хоча «Рейнджерс» наполягали, щоб гравці повністю заправляли свої футболки в шорти, Бакстер завжди залишав частину, яка бовталася над лівим стегном. Його також порівнювали з джокером на полі.

## Особисте життя та завершення кар'єри
Після переїзду в «Рейнджерс» життя Бакстера ґрунтовно змінилося. За його словами:
Колись я був гравцем «Рейт Роверс», який не міг зняти подругу в Ковденбіт. Раптом я потрапив в Глазго, і дівчата просто кидалися на мене. Це була, звичайно, істотна зміна, і я не втрачав свій шанс.Оригінальний текст (англ.)
One day, I was a Raith Rovers player who couldnae pull the birds at the Cowdenbeath Palais. The next day I was in Glasgow and the girls were throwing themselves at me. It was certainly a change and I wasn't letting it go by.
На початку шістдесятих Бакстер неодноразово користувався послугами повій, проте, 1965 року він одружився з перукаркою Джин Фергюсон, і пара виростила двох синів, Алана і Стівена. Його шлюб закінчився 1981 року розлученням. Джин вийшла заміж за гравця в гольф Вільяма Маккондічі три роки по тому. 1983 року Бакстер узаконив стосунки з Нормою Мортон, і пара залишалася разом до смерті Бакстера в 2001 році.
Бакстер не був фанатично одержимий суперництвом між двома провідними командами Глазго. Всупереч неписаному правилу, згідно з яким конкуренти не могли бути друзями, серед його близьких друзів були гравці «Селтіка»: Біллі Макнілл, Пет Креранд і Майк Джексон.
Бакстер був природженим коміком, за що його часто стали називати Стенлі, на честь шотландського комедіанта і актора Стенлі Бакстера.
Подібно до багатьох інших зірок британського футболу кінця XX століття, Бакстер зловживав алкоголем, дехто каже, що Бакстер випивав до трьох пляшок «Bacardi» на день. Товариш по збірній, Дейв Макай, безуспішно рекомендував йому тренуватися й жити розумніше. Бакстер часто напивався вночі перед матчем, але це не перешкоджало його грі, і тренерський штаб перестав звертати на це увагу. Після завершення кар'єри Бакстер став менеджером пабу. У 55 років йому зробили дві пересадки печінки впродовж чотирьох днів, він пообіцяв кинути пити.
Іншою його довічною залежністю були азартні ігри, він програв 500 тисяч фунтів, за його власною оцінкою, або 250 тисяч фунтів за оцінками інших людей. Пізніше, коли його запитали: «Якщо б Ви заробляли стільки, скільки заробляють футболісти нині, Вам би вистачало грошей розраховуватися з боргами?» — він відповів: «Так, я б програвав 50000 фунтів стерлінгів на тиждень на кінних перегонах, замість ста».
У лютому 2001 року лікарі поставили Бакстеру діагноз рак підшлункової залози, і він помер у своєму будинку на південній околиці Глазго 14 квітня 2001 року. Норма і його сини, Алан і Стівен, були поруч, біля його ліжка. Його похорони відбулися в Кафедральному соборі Глазго, на них також був присутній канцлер скарбниці Великої Британії Ґордон Браун, який довгий час був уболівальником «Рейт Роверс», у якому Бакстер почав свою кар'єру.

## Пам'ять

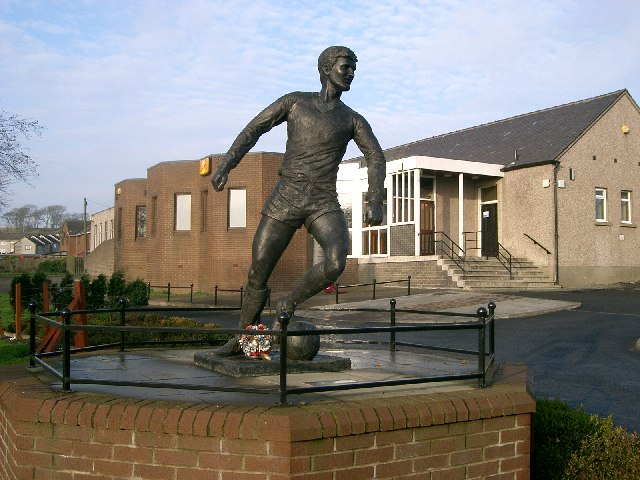
Пам'ятник Джимові Бакстеру

Бакстер є членом Зали слави вболівальників «Рейнджерс», а також він один з перших 50 футболістів, занесених в Шотландський зал спортивної слави, коли той було створено у 2005 році. 2004 року його ввели в Залу слави шотландського футболу. Він зіграв більшість своїх найкращих матчів після двадцяти років до перелому ноги в матчі проти віденського «Рапіда» у грудні 1964 року і до початку свого пияцтва, яке зробило його прізвисько «Slim Jim» менш актуальним.
Після повторного матчу фіналу шотландського Кубка 1963 року проти «Селтіка» він сховав м'яч під футболку, а потім віддав його новачкові команди. Шотландська футбольна асоціація наполягла, щоб м'яча повернули, і «Рейнджерс» відіслали м'яча, але вже іншого.
Вболівальники безуспішно намагалися здобути право назвати новий пішохідний міст на «Вемблі» на його честь, і 24 лютого 2005 року депутат Шотландської національної партії, Піт Вішарт, підтримав цю кампанію.
2003 року в селі Хіл оф Біс, шотландське графство Файф, завдяки громадській кампанії зі збору грошей, яка зібрала 80000 фунтів, зведено його статую.

## Досягнення
«Рейнджерс»
- Чемпіонат Шотландії: 1960-1961, 1962-1963, 1963-1964
- Кубок Шотландії: 1961-1962, 1962-1963, 1963-1964
- Кубок шотландської ліги: 1959-1960, 1960-1961, 1961-1962, 1963-1964

## Статистика
| Сезон                         | Команда                       | Чемпіонат                     | Чемпіонат | Чемпіонат | Національний кубок | Національний кубок | Національний кубок | Єврокубки | Єврокубки | Єврокубки | Інші кубки | Інші кубки | Інші кубки | Загалом | Загалом |
| Сезон                         | Команда                       | Ліга                          | Матчі     | голи      | Ліга               | Матчі              | голи               | Ліга      | Матчі     | голи      | Ліга       | Матчі      | голи       | Матчі   | Голи    |
| ----------------------------- | ----------------------------- | ----------------------------- | --------- | --------- | ------------------ | ------------------ | ------------------ | --------- | --------- | --------- | ---------- | ---------- | ---------- | ------- | ------- |
| 1957/58                       | Рейт Роверз                   | SPL                           | ?         | ?         | SC + SLC           | ?                  | ?                  | -         | -         | -         | -          | -          | -          | ?       | ?       |
| 1958/59                       | Рейт Роверз                   | SPL                           | ?         | ?         | SC + SLC           | ?                  | ?                  | -         | -         | -         | -          | -          | -          | ?       | ?       |
| 1959/60                       | Рейт Роверз                   | SPL                           | ?         | ?         | SC + SLC           | ?                  | ?                  | -         | -         | -         | -          | -          | -          | ?       | ?       |
| Загалом за «Рейт Роверз»      | Загалом за «Рейт Роверз»      | Загалом за «Рейт Роверз»      | 62        | 3         | ?                  | ?                  | — ! -              | — ! -     | — ! ?     | ?         |            |            |            |         |         |
| 1960/61                       | Рейнджерс                     | SPL                           | 27        | 1         | SC + SLC           | 2+10               | 0                  | EC        | 8         | 1         | -          | -          | -          | 47      | 2       |
| 1961/62                       | Рейнджерс                     | SPL                           | 29        | 2         | SC + SLC           | 5+11               | 0                  | EC        | 6         | 1         | -          | -          | -          | 46      | 3       |
| 1962/63                       | Рейнджерс                     | SPL                           | 32        | 5         | SC + SLC           | 7+9                | 0                  | ECWC      | 4         | 0         | -          | -          | -          | 52      | 5       |
| 1963/64                       | Рейнджерс                     | SPL                           | 26        | 4         | SC + SLC           | 6+10               | 0                  | EC        | 2         | 0         | -          | -          | -          | 44      | 4       |
| 1964/65                       | Рейнджерс                     | SPL                           | 22        | 6         | SC + SLC           | 1+10               | 0+2                | EC        | 5         | 0         | -          | -          | -          | 38      | 8       |
| 1965/66                       | Сандерленд                    | FD                            | 35        | 7         | FA + FLC           | 1+2                | 0                  | -         | -         | -         | -          | -          | -          | 38      | 7       |
| 1966/67                       | Сандерленд                    | FD                            | 36        | 3         | FA + FLC           | 5+1                | 2+0                | -         | -         | -         | -          | -          | -          | 42      | 5       |
| 1967                          | Сандерленд                    | FD                            | 16        | 0         | FLC                | 2                  | 0                  | -         | -         | -         | -          | -          | 18         | 0       |         |
| Загалом за «Сандерленд»       | Загалом за «Сандерленд»       | Загалом за «Сандерленд»       | 87        | 10        | 6+5                | 2+0                | — ! -              | — ! -     | 98        | 12        |            |            |            |         |         |
| 1967/68                       | Ноттінгем Форест              | FD                            | ?         | 2         | FA + FLC           | ?                  | ?                  | ICFC      | ?         | ?         | -          | -          | -          | ?       | ?       |
| 1968/69                       | Ноттінгем Форест              | FD                            | ?         | 1         | FA + FLC           | ?                  | ?                  | -         | -         | -         | -          | -          | -          | ?       | ?       |
| Загалом за «Ноттінгем Форест» | Загалом за «Ноттінгем Форест» | Загалом за «Ноттінгем Форест» | 48        | 3         | ?                  | ?                  | ?                  | ?         | — ! -     | ?         | ?          |            |            |         |         |
| 1969/70                       | Рейнджерс                     | SPL                           | 14        | 1         | SLC                | 4                  | 0                  | EC        | 4         | 1         | -          | -          | -          | 22      | 2       |
| Загалом за «Рейнджерс»        | Загалом за «Рейнджерс»        | Загалом за «Рейнджерс»        | 150       | 19        | 21 + 54            | 0 + 2              | 29                 | 3         | — ! -     | 266       | 25         |            |            |         |         |
| Загалом за кар'єру            | Загалом за кар'єру            | Загалом за кар'єру            | 347       | 35        | ?                  | ?                  | ?                  | ?         | ?         | ?         | ?          | ?          |            |         |         |